# Tobias Weis
Tobias Weis (Schwäbisch Hall, 30. srpnja 1985.) bivši je njemački nogometaš  koji je igrao na poziciji veznjaka. On je ranije igrao za VfB Stuttgart prije transfera 2007. godine u TSG 1899 Hoffenheim.

## Vanjske poveznice
- Profil na Transfermarktu
- Profil na Soccerwayu